# Шпатель

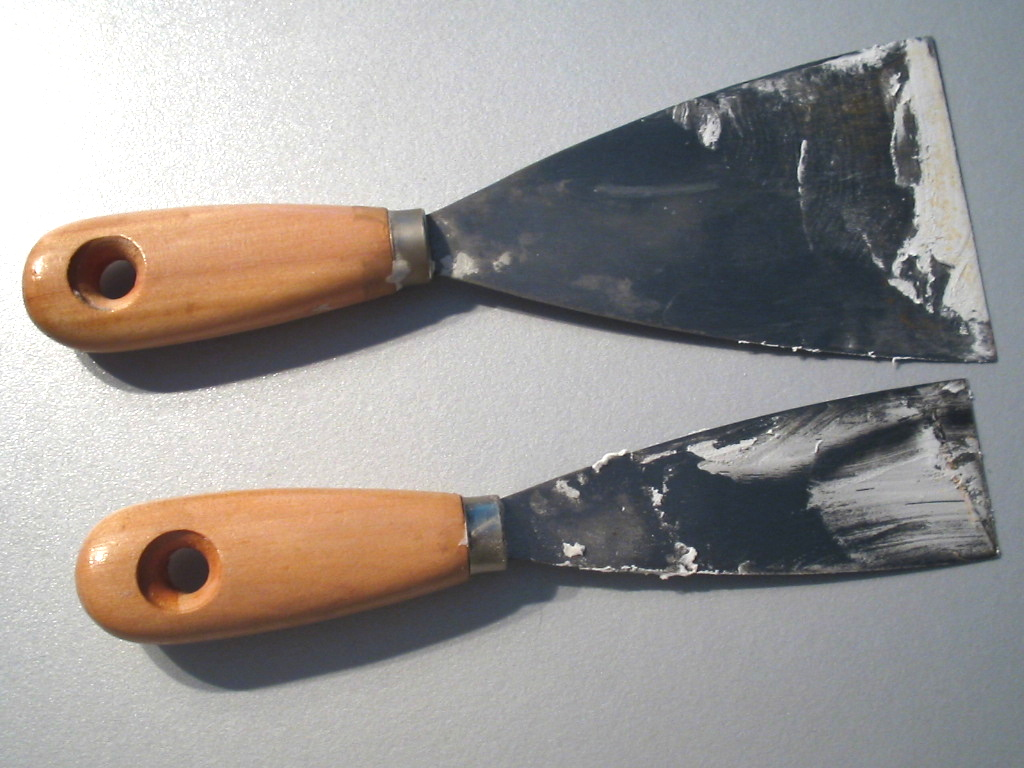
Будівельні (малярні) шпателі

Шпа́тель (від нім. Spatel, заст. Spadel < лат. spatula — «ложечка», «лопаточка») — інструмент у вигляді скляної, дерев'яної, пластмасової, гумової чи сталевої пластини з ручкою, використовується для перемішування, набирання і нанесення шпаклівок, фарб, а також для очищення поверхонь.

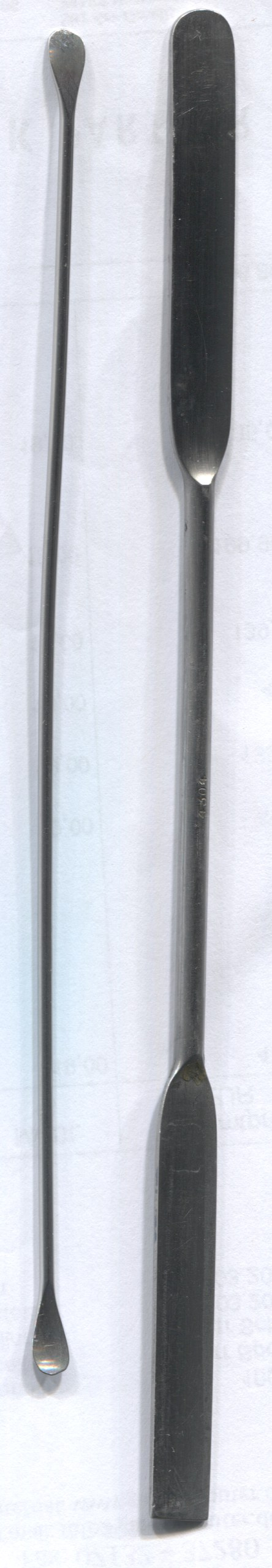
Лабораторні шпателі

## Будівельний шпатель
Будівельні шпателі використовуються для оздоблювальних робіт: зіскоблювання старої шпаклівки, шпалер і фарб, нанесення і розрівнювання шпаклівки.

## Шпатель у живопису
Шпателі для живопису (мастихіни) використовують для очищення палітри, ґрунтування основи картини, перемішування і нанесення фарб.

## Медичний шпатель
Шпателі використовуються у медичній практиці для фіксації язика при огляді глотки або гортані. Для відведення щік, губ і для замішування цементних пломб використовуються стоматологічні шпателі.
У хімічних лабораторіях застосовують лабораторні шпателі: набирання речовин, зіскоблювання осадів.
Скляні мікробіологічні шпателі використовують для розподілу культур мікроорганизмів по живильному середовищу для їх виокремлення і/або ідентифікації.